# Atletismo nos Jogos Pan-Americanos de 1979 - Salto em altura feminino
A prova do salto em altura feminino nos Jogos Pan-Americanos de 1979 foi realizada em San Juan, Porto Rico.

## Medalhistas
| Ouro                             | Prata                          | Bronze                   |
| Louise Ritter USA Estados Unidos | Pam Spencer USA Estados Unidos | Deborah Brill CAN Canadá |

## Resultados
| Posição           | Nome             | Nacionalidade      | Marca | Notas |
| ----------------- | ---------------- | ------------------ | ----- | ----- |
| Medalha de ouro   | Louise Ritter    | USA Estados Unidos | 1.93  |       |
| Medalha de prata  | Pam Spencer      | USA Estados Unidos | 1.87  |       |
| Medalha de bronze | Deborah Brill    | CAN Canadá         | 1.85  |       |
| 4                 | Julie White      | CAN Canadá         | 1.85  |       |
| 5                 | Maria Betioli    | BRA Brasil         | 1.83  |       |
| 6                 | Angela Carbonell | CUB Cuba           | 1.81  |       |
| 7                 | Elizabeth Huber  | CHI Chile          | 1.74  |       |
| 8                 | Silvia Costa     | CUB Cuba           | 1.74  |       |